# Château de la Roche (Puy-de-Dôme)
Pour les articles homonymes, voir Château de La Roche.
Le château de la Roche est un château situé dans la commune de Chaptuzat, canton d'Aigueperse, dans le département du Puy-de-Dôme, en Auvergne-Rhône-Alpes. Il est une des principales forteresses du comté de Montpensier, principauté féodale du nord de l'Auvergne.

## Histoire
L'histoire de la Roche est étroitement liée à la seigneurie voisine de Montpensier. Le château a été construit entre 1250 et 1270 à l'initiative de Guichard IV ou Humbert de Beaujeu, seigneurs de Montpensier, probablement à partir d'une tour de guet du XIIIe siècle, avant poste du puissant château de Montpensier perché sur une colline environnante, qui contrôlait l'accès à la plaine de Limagne.
La Roche est érigé en fief au XVe siècle pour Louis de Bosderon, et sont alors construits un logis car de simple fortification il devient une habitation seigneuriale.
Le château reviendra ensuite à Jean de L'Hospital, conseiller de Charles de Bourbon, comte de Montpensier, puis à son fils, le chancelier Michel de L'Hospital qui y est né. Il le transforma au XVIe siècle, édifiera une seconde muraille avec deux tours d'entrée en façade Sud et sa famille le conserva jusqu'au XVIIIe siècle. En 1720 la Roche est vendue à un notable auvergnat, Anne-Gilbert Archon du Gravier.
En 1812, le domaine est acquis par le baron Jean Grenier lorsqu'il prend ses fonctions de au tribunal de Riom. Il réalise alors des restaurations dans le goût médiéval, selon les connaissances archéologiques encore balbutiantes du début du XIXe siècle.
Le château de la Roche a été inscrit monument historique le 9 octobre 1965 et la tour ovale a été classée le 25 janvier 1981.

## Architecture
Une enceinte fortifiée en forme de fer à cheval édifiée vers 1250 est composée d'une première tour ovale en extrémité du ravin exposée Nord, puis d'un donjon circulaire exposé au sud. Le donjon actuel, rectangulaire, a été édifié au XIVe siècle sur les fondations du donjon circulaire très endommagé à la suite du siège de la forteresse à la fin de la guerre de Cent Ans.
Le logis et les autres bâtiments ont été construits au XVe siècle, adossés à l'enceinte surmontée d'un chemin de ronde, et se répartissent autour d'une cour. Une seconde enceinte édifiée au XVIe siècle, dont il reste des parties de murailles et deux tours rondes coiffées de créneaux et de mâchicoulis récents, abritait la basse-cour, et un fossé formait la défense extérieure.
À une date imprécise entre les XVIIe et XVIIIe siècles, le désir d'embellir le site entraîne la destruction de corps de logis médiévaux au profit d'une terrasse à balustres, afin de dégager la vue sur le paysage alentour.
En 1778 est consacrée une chapelle neuve, construite par Amable Archon du Gravier. Elle fut détruite au début du XIXe siècle.

## Parc et jardins
Les jardins du château de la Roche ont gardé leur dessin du Moyen Âge et le parc comporte un bassin qui a été noté au pré-inventaire des jardins remarquables

## Photo

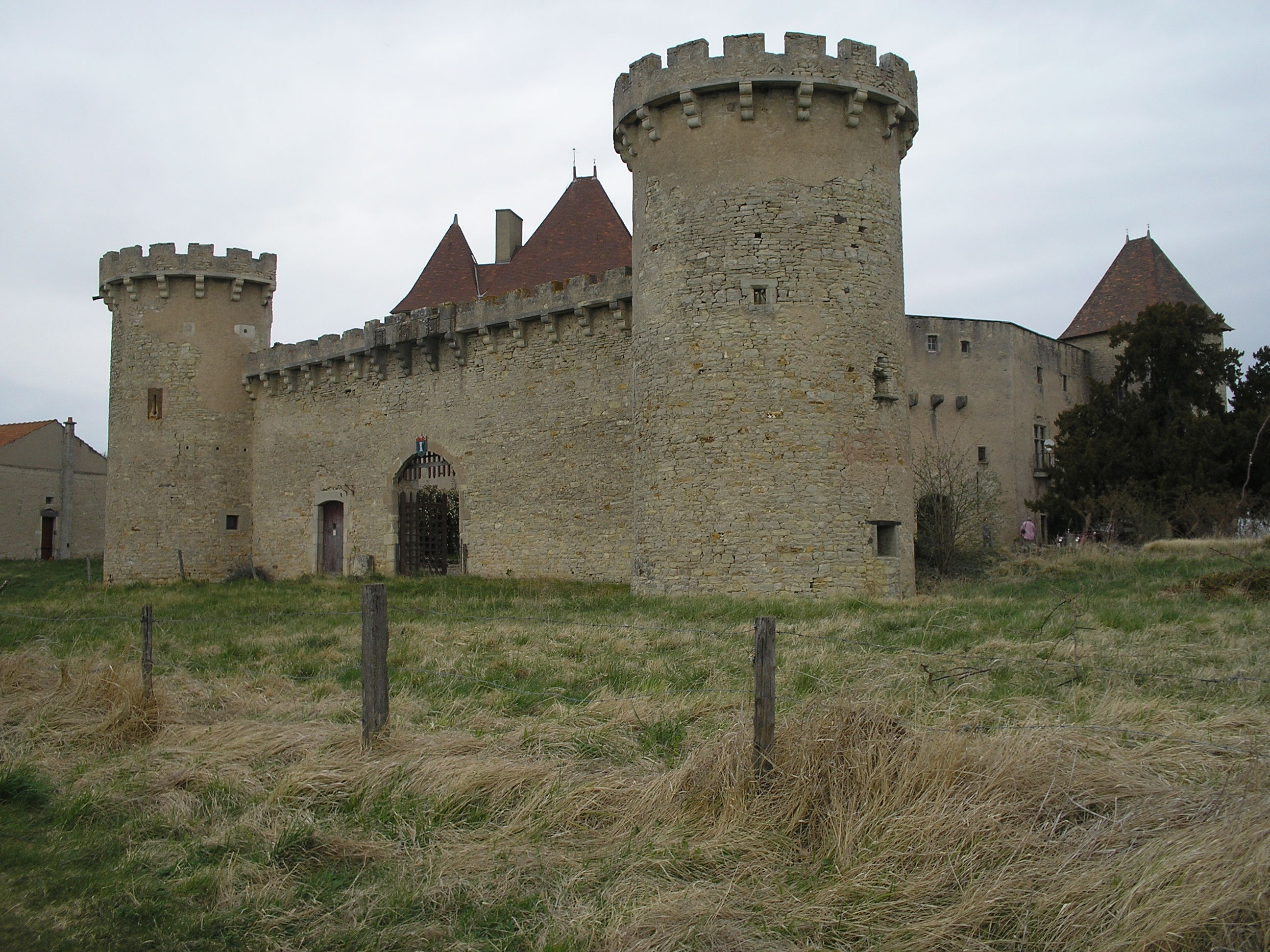
Le château, vue arrière

### Sources et bibliographie
- Christian Corvisier, « Chaptuzat, le château de la Roche, et la diffusion de l'archère « en rame » en Basse-Auvergne au XIIIe siècle », dans Congrès archéologique de France. 158e session. Basse-Auvergne Grande Limagne. 2000, Paris, Société française d'archéologie, 2003 (lire en ligne), p. 101-115.